# No Way Out (album de Puff Daddy)
Pour les articles homonymes, voir No Way Out.
Albums de Puff Daddy
Forever
(1999)
Singles
1. Can't Nobody Hold Me Down
Sortie : 11 février 1997
2. I'll Be Missing You
Sortie : 27 mai 1997
3. It's All About the Benjamins
Sortie : 12 août 1997
4. Been Around the World
Sortie : 2 décembre 1997
5. Victory
Sortie : 17 mars 1998

No Way Out est le premier album studio de Sean Combs (sous le nom de Puff Daddy), sorti le 1er juillet 1997.
L'album a été certifié sept fois disque de platine par la Recording Industry Association of America (RIAA) le 7 septembre 2000 avec plus de sept millions d'exemplaires aux États-Unis. Il reste à ce jour l'album le plus vendu de Puff Daddy.
Il comprend des singles à succès comme Victory, Been Around the World, Can't Nobody Hold Me Down, It's All About the Benjamins, ainsi que le plus grand succès de Puff Daddy à ce jour, I'll Be Missing You, morceau en hommage au rappeur The Notorious B.I.G., décédé en 1997.
En 1998, No Way Out a remporté le Grammy Award du meilleur album de rap et le titre I'll Be Missing You, celui de la « meilleure performance par un duo ou un groupe ».

## Liste des titres
| No  | Titre | Contient un (des) sample(s) de                                                                                          | Durée |
| --- | --- | --- | ----- |
| 1.  | No Way Out (Intro) (Produit par Steven « Stevie J » Jordan)                                                                                               | | 1:22  |
| 2.  | Victory (featuring The Notorious B.I.G. et Busta Rhymes – Produit par Sean « Puffy » Combs et Steven « Stevie J » Jordan)                                 | Going the Distance de Bill Conti You Had Too Much to Drink d'EPMD                                                       | 4:56  |
| 3.  | Been Around the World (featuring The Notorious B.I.G. et Ma$e – Produit par Sean « Puffy » Combs, Deric « D-Dot » Angelettie et Ron « Amen-Ra » Lawrence) | Let's Dance de David Bowie All Around the World de Lisa Stansfield                                                      | 5:25  |
| 4.  | What You Gonna Do? (Produit par Sean « Puffy » Combs, Ron « Amen-Ra » Lawrence et Nashiem Myrick)                                                         | It's Over d'Eddie Holman                                                                                                | 4:55  |
| 5.  | Don't Stop What You're Doing (featuring Lil' Kim et Kelly Price – Produit par Sean « Puffy » Combs et Ron « Amen-Ra » Lawrence)                           | Don't Stop the Music de Yarbrough & Peoples                                                                             | 3:58  |
| 6.  | If I Should Die Tonight (Interlude) (featuring Carl Thomas – Produit par Sean « Puffy » Combs et Jeffery « J-Dub » Walker)                                | | 2:59  |
| 7.  | Do You Know? (featuring Kelly Price – Produit par Sean « Puffy » Combs et Deric « D-Dot » Angelettie)                                                     | Concentrate des The Gaturs featuring Willie Tee Theme From Mahogany (Do You Know Where You're Going To) de Diana Ross   | 6:06  |
| 8.  | Young G's (featuring Jay-Z, The Notorious B.I.G. et Kelly Price – Produit par Rashad Smith)                                                               | On the Hill d'Oliver Sain Little Ghetto Boy de Donny Hathaway Vapors de Biz Markie Unbelievable de The Notorious B.I.G. | 5:25  |
| 9.  | I Love You Baby (featuring Black Rob – Produit par Sean « Puffy » Combs et Ron « Amen-Ra » Lawrence)                                                      | Xtabay (Lure of the Unknown Love) d'Yma Sumac                                                                           | 4:03  |
| 10. | It's All About the Benjamins (featuring The L.O.X., Lil' Kim et The Notorious B.I.G. – Produit par Sean « Puffy » Combs et Deric « D-Dot » Angelettie)    | It's Great to Be Here des Jackson 5 I Did It for Love du Love Unlimited                                                 | 4:38  |
| 11. | Pain (featuring Carl Thomas – Produit par Sean « Puffy » Combs et Nashiem Myrick)                                                                         | Let's Stay Together de Roberta Flack                                                                                    | 5:08  |
| 12. | Is This the End? (featuring Carl Thomas, Ginuwine et Twista – Produit par Sean « Puffy » Combs et Steven « Stevie J » Jordan)                             | Is This the End de New Edition                                                                                          | 4:34  |
| 13. | I Got the Power (featuring The L.O.X. – Produit par Sean « Puffy » Combs et Big Jaz)                                                                      | Don't Wanna Come Back de Mother's Finest                                                                                | 4:05  |
| 14. | Friend (featuring Foxy Brown et Simone Hines – Produit par Sean « Puffy » Combs et Steven « Stevie J » Jordan)                                            | Person to Person de l'Average White Band                                                                                | 6:37  |
| 15. | Señorita (Produit par Sean « Puffy » Combs et Yogi) | Little Lady Maria des Ohio Players No Me Conviene d'India featuring Tito Nieves                                         | 4:07  |
| 16. | I'll Be Missing You (avec Faith Evans en featuring 112 – Produit par Sean « Puffy » Combs et Steven « Stevie J » Jordan)                                  | Every Breath You Take de The Police I'll Fly Away de The Humbard Family                                                 | 5:43  |
| 17. | Can't Nobody Hold Me Down (featuring Ma$e – Produit par Sean « Puffy » Combs, Carlos « 6 July » Broady et Nashiem Myrick)                                 | | 3:51  |

## Classements

### Album
| Année | Album      | Position      | Position               |
| Année | Album      | Billboard 200 | Top R&B/Hip-Hop Albums |
| 1997  | No Way Out | 1             | 1                      |

### Singles
| Année | Titre                        | Position          | Position        | Position                           | Position |
| Année | Titre                        | Billboard Hot 100 | Hot Rap Singles | Hot Dance Music/Maxi-Singles Sales |          |
| 1997  | I'll Be Missing You          | 1                 | 1               | 1                                  |          |
| 1997  | Can't Nobody Hold Me Down    | 1                 | 1               | 1                                  |          |
| 1997  | It's All About the Benjamins | 2                 | 1               | 7                                  |          |
| 1997  | Been Around the World        | 2                 | 1               | 7                                  |          |